# Jean-François Aubert
Pour les articles homonymes, voir Aubert.
Jean-François Aubert, né le  11 mai 1931 à Peseux, est un juriste et une personnalité politique suisse, membre du parti libéral.

## Biographie
Il étudie le droit aux universités de Neuchâtel, Tübingen, Paris et Michigan. Docteur en droit en 1955, il devient professeur de droit constitutionnel à l’université de Neuchâtel en 1956, puis dès 1967 également professeur associé à celle de Genève. Il publie un Traité de droit constitutionnel suisse en 1967 qui a fait l’objet de plusieurs mises à jour. 
Membre du Parti libéral, il est conseiller général à Corcelles-Cormondrèche dès 1957, député au Grand Conseil du canton de Neuchâtel de 1961 à 1973. En 1971, il est élu conseiller national puis, huit ans plus tard, au Conseil des États, où il siège jusqu'en 1987. Il démissionne du Parti libéral en novembre 2005 en raison du rapprochement de ce parti avec l'UDC,. Il est l’un des rares parlementaires suisses à s’exprimer sans note[réf. nécessaire]. 
Avec le professeur de droit constitutionnel Pascal Mahon, il a été expert lors de l'élaboration de la Constitution neuchâteloise entrée en vigueur en 2000.

## Publications
L’ouvrage « De la Constitution : études en l’honneur de Jean-François Aubert », Helbing & Lichtenhahn, Bâle, 1996,  (ISBN 3-7190-1495-9), contient la liste de toutes ses publications. On retiendra surtout :
- Petite histoire constitutionnelle de la Suisse, Éd. Francke, Berne, 1974
- Exposé des institutions politique de la Suisse à partir de quelques affaires controversées, Éd. Payot Lausanne, 1983,  (ISBN 2-601-00010-4)
- Traité de droit constitutionnel suisse, Éd. Ides et Calendes, Neuchâtel 1967 (2 vol.) et 1982 (supplément), remis à jour en allemand comme Bundesstaatsrecht der Schweiz, Basel/Frankfurt a.M. 1991/1995
- L'Assemblée fédérale suisse, Helbing & Lichtenhahn, Bâle, 1998,  (ISBN 3-7190-1744-3)

## Source
Notices et portraits des membres de l'Assemblée fédérale, 1986.